# 민족
민족(民族, 영어: ethnic group)은 종족(種族) 혹은 족군(族群)이라고도 하는데, 인종, 문화, 언어, 역사 또는 종교와 같은 전통으로서 정체성을 가지게 되는 인간 집단을 말한다. 민족의 일원끼리는 일반적으로 유전적으로 또는 문화적으로 유사한 것이 일반적이나, 이는 절대적이지 않다.

## Nation의 번역으로서의 민족
민족의 어원이 되는 서구의 nation은 원래 국민과 민족의 두 의미를 공히 가지는 말이다. 이 말이 처음 일본에 수용되었을 때는 메이지 유신 이후의 국민국가 건설 목표와 맞물려 '국민'으로서의 의미가 부각되어 국민으로 번역되었다. 1880년대 이후 서양 각국과의 불평등 조약 개정을 목표하여 그들을 타자로서 인식하고 스스로를 역사문화 공동체로 인식해가는 과정에서 독일의 Nation 개념으로부터 '민족'으로서의 개념이 인식되었다.
'국민'이라는 용어를 처음 고안한 사람은 후쿠자와 유키치로 생각되며, 후쿠자와가 처음 국민이라는 단어를 사용한 《서양사정》에서는 아직 개념화된 것은 아니었으나, 나중에 《학문의 권장》과 《문명론 개략》에서 이것을 서구의 nation 개념에 대응하는 것으로 명시했다. 후쿠자와가 강조한 nation은 애국심과 내셔널리티를 공유하는 집단으로서의 국민이다. 한편으로 가토 히로유키는 독일학자 요한 블룬칠리의 《일반국법론》을 《국법범론》으로 번역하는 과정에서 독일의 Nation 개념을 수용했다. 히로유키는 Nation을 민종(民種)으로, Volk를 국민으로 번역했다(양자의 일반적 의미가 뒤바뀐 것은 블룬칠리의 의도). 블룬칠리는 책에서 정치적 존재인 Volk를 자연적 존재인 Nation에 대하여 우위에 놓고 뛰어난 민종의 국가건설 및 국민화 권리를 긍정하는 한편 그러한 뛰어난 국민의 무능한 민종에 대한 지배를 긍정했다.
1881년 메이지 14년 정변으로 영국류 의원내각제를 제시한 오쿠마 시게노부가 축출되면서 정부 내에서는 영미계통 사상을 경계하고 대신에 독일학을 장려했다. 일본에서 독일학이 우위를 점함에 따라 관료 사이에서 독일의 Nation 개념에 대한 관심이 일었다. 그 대표적 인물인 히라타 도스케는 《국법범론》의 번역에도 참여했으며 1882년 블룬칠리의 한 저술을 《국가론》으로 번역하면서 Nation을 족민(族民)으로 번역했다.
1887년 외국인 사법관 임용문제로 과도한 서구화 정책에 반감을 품은 일본인들이 전국적 조약개정 반대운동을 일으켰다. 《독일학협회잡지》는 이 문제를 감안한 듯 지나친 '족민주의'로 인해 타국과의 평화가 깨지는 것을 경계하는 논조의 블룬칠리의 저술을 번역해 실었다. 이 잡지의 44호에서 로베르트 폰 몰의 글을 번역한 〈민족론〉은 Nation의 번역어로서의 민족이 가장 처음 나타난 문헌으로 보인다. 한편으로 조약개정 문제는 세이쿄샤(政敎社)의 국수보존주의, 구가 가쓰난의 국민주의 등 본격적 내셔널리즘 사상을 만들어냈다.
청일전쟁을 기점으로 국민과 민족은 종전과 다른 맥락에서 논해지게 되었다. 일본의 전승은 애국심으로 무장한 국민으로서의 일본인이 국민의식이 미약한 중국인에 대하여 거둔 승리로 인식되었다. 전후 국민 담론에서는 '국민화', '국민교육'이 강조되고, 나아가 '국민성' 논의가 활발해졌다. 민족 담론에서는 국체론자를 중심으로 천황가의 혈통을 근거로 한 혈연공동체 강조 논의와 정치학자를 중심으로 제국주의 발전을 정당화하는 민족주의 논의가 전개되었다.

## 역사
민족의 일원들은 일반적으로 강력한 역사적 영속성을 주장한다. 그러나 사학자들과 인류학자들은 소위 민족 유산이라고 불리는 문화적 특징들의 많은 부분이 근세기에 들어서서 만들어진 것을 발견했다. 또한 과정 중 하나는 사람들이 자발적으로 또는 강제적으로 특정 지역으로 이동하는 것이 있다. 이러한 과정에서 자신들의 고향에서 중요시 되는 문화적 특성들은 혼합되거나 지워지게 된다.
그러나 전근대 이전에도 자신들을 제외하면 전부 천벌을 받을 민족인 유대인들이나 바르바로이와 자신들을 구분했던 그리스인들처럼 민족과 관련된 개념이 있기는 했다. 심지어 고대 그리스인들이 만든 민족주의는 근현대 민족주의의 기원으로 여겨지고 있다. 하지만 전근대 이전에는 일반 민중보다 더 높은 권리를 원했던 귀족들에 의해 특히 평등 따위를 외치는 민족적 사상은 견제되거나 좌절되었다. 물론 귀족들 역시 자신들의 필요에 따라 전근대의 민족주의를 지원하거나 학살, 동화 같은 수단으로 민족을 창조하기도 했다. 민족에 대해 매우 긴 역사를 자랑하는 신화적인 주장들을 무시한다면 시작이 빨랐던 문명들에서 민족 개념의 기원이 먼저 나온 편이다.
유럽과 인도 문명에 영향을 미친 아리아인과 인도아리아인의 경우에는 최소 아리아인 개념이나 카스트가 등장한 시기부터 민족차별이라 볼 수 있는 개념이 굉장히 빨리 등장하였다. 마누 법전 등을 통해 당시 인도아리아인 귀족들은 민족적 개념을 상당히 잘 이용했음을 알 수 있다.

## 같이 보기
- 민족성
- 민족주의
- 민족성(민족 선입견)